# 胜利县 (中央苏区)
胜利县，中国旧县名。中央苏区江西省设。
1932年由兴国县东北部和雩都县北部析置，治所在上宝排村（今江西省于都县贡江镇东北），后迁银坑村（今于都县银坑镇）。1934年10月中央红军长征后撤销。